# Сходня
Схо́дня — Город в Московской области, расположен на реке Сходне, на северо-западе городского округа Химки и в 12 километрах от МКАД по Новосходненскому шоссе.
Население — 19 тысяч жителей (по состоянию на 2020 год). В нынешнее время остаётся Городом 

## История
Название первопоселению района было дано по реке Сходне, впадающей в Москву-реку. Река изначально носила название «Всходня», поскольку от того впадения начинался «всход» судов по ней.
По мнению историка И. Е. Забелина, в древности по территории района проходил «всходный путь» из Москвы-реки вверх по Сходне, затем, через волок у села Черкизово, — из Сходни в Клязьму. С 1560 года Черкизово становится дворцовым селом и относится, как и земли вокруг него до границ Горетова и Манатьина станов, к дворцовым землям Русского государства, а к Черкизовской вотчине относились само село, сад при нём, пруд «с караси» и еще два пруда «за лесом», мельница на Клязьме, «да к тому ж к селу» несколько десятков деревень и более сотни пустошей у Всходни и Клязьмы.
В XVI веке в северной части Сходни располагалась вотчина царевича Ивана, сына Ивана Грозного.
В конце XVII столетия эти земли были пожалованы боярину Л. К. Нарышкину, дяде Петра I.
Во второй половине XIX века ими владел граф А. С. Уваров, один из основателей Русского археологического общества и Государственного исторического музея в Москве.
Южная часть Сходни в XVIII—XIX веках принадлежала князю А. К. Разумовскому, прославившемуся на дипломатическом поприще. Впоследствии эти земли были куплены полковником И. К. Моложениновым, а затем перешли к фрейлине Т. А. Мухановой и её сестрам.
В 1874 году здесь появилась железнодорожная станция, вскоре при ней возник посёлок, давший начало будущему городу. Население посёлка в основном состояло из квалифицированных железнодорожных служащих. Кроме того, Сходня стала популярным дачным местом (в частности, там была дача Гучкова). Улицы Сходни были прямые и мощёные, что для начала XX века было редкостью. С начала XX века — популярное дачное место.
По материалам Всесоюзной переписи населения 1926 года — посёлок городского типа Ульяновской волости Московского уезда, проживало 2211 жителей (972 мужчины, 1239 женщин), имелись школа 1-й ступени, школа-семилетка, стекольный завод, располагался волостной исполнительный комитет.
В 1928 году становится дачным посёлком, а в период 1929—1932 годов — центр одноимённого района Московской области.
В 1943 году на станции Сходня на период войны была восстановлена деятельность Белорусского государственного университета. Главный учебный корпус разместился в здании школы, профессорско-преподавательский состав и студенты — в 40 дачных домиках. В июне 1944 года в Сходне был открыт Московский пушно-меховой техникум.
1932—1940, 1960—1961 гг. — в составе Солнечногорского района Московской области.
1940—1960 гг. — в составе Химкинского района Московской области.
В 1938 году Сходня преобразована в рабочий посёлок, а в 1961 году получает статус города районного подчинения (1961—1963 гг. — Солнечногорского района, 1965—2004 гг. — Химкинского района).
1963—1965 годах — в административном подчинении городу Химки.
В 2004 году происходило объединение населённых пунктов Химкинского района. Так, 19 июля дачный посёлок Фирсановка и деревня Усково были присоединены к городу Сходне, а посёлок Новогорск, деревня Кирилловка, посёлок подсобного хозяйства «Сходня», деревню Филино были присоединены к рабочему посёлку Новоподрезково.
9 августа 2004 года рабочий посёлок Новоподрезково был присоединён к городу Сходне.
А с 15 сентября 2004 года и сам город Сходня вошёл в состав Химок, потеряв статус населённого пункта и став районом.
В рамках администрации городского округа Химки образовано территориальное управление микрорайонов Сходня-Фирсановка.

## Экономика
До 1990 года в Сходне действовал завод радиоэлектронной аппаратуры, стекольный завод, цех галантерейной фабрики «Черемушки», а до 1995 года — швейная и трикотажная фабрики. Работал мебельный комбинат и фабрика по производству мягкой мебели «Сходня-Мебель» (вообще изготовление мебели в Сходне велось с 1920-х годов). В 1999 году открылась мебельная фабрика корпусной мебели экономкласса СТОЛПЛИТ. На Сходне была своя пекарня.

## Культура
В Сходне работают такие образовательные учреждения, как Российская международная академия туризма, филиал Российского Университета Кооперации Московского университета потребительской кооперации, три средние школы (лицей № 21, гимназия № 23, общеобразовательная школа № 22), музыкальная школа (в здании бывшего кинотеатра «Салют»), школа-интернат, три государственных детских сада и самый крупный частный детский сад сети детских садов «Маленькая Страна», спортивный клуб «Агацукан». Действуют две библиотеки, имеется стадион, больница и поликлиника. До 1990 года работали турбаза, санаторий «Дружба» и дом отдыха «Сходня». Два пионерских лагеря находившиеся в черте города разрушены и застроены жилыми кварталами.

## Спорт
В Сходне функционирует спортивный комплекс «Юность». 1 октября 2014 года прошло повторное открытие спортивного объекта после реконструкции. Спорткомплекс включает в себя футбольное поле, многофункциональный спортивный зал, хоккейную площадку, теннисный корт.

## Образование
В Сходне расположены 8 средних общеобразовательных школ и одно высшее учебное заведение:
- МБОУ СОШ № 22(ул. Микояна с47)[15]
- МБОУ СОШ № 22 (ул. Первомайская 33)
- МБОУ Школа-интернат кадетский корпус[16]
- МАОУ Лицей № 21(2-й Чапаевский пер. 3А)[17]
- Екатерининский лицей[18]
- МБОУ Гимназия № 23 (ул. Чапаева 19) -начальные классы
- МБОУ Гимназия № 23 (ул. Тюкова 8)[19]
- МАОУ Лицей № 21 (Овражная ул. 24)
- РМАТ (Российская Международная Академия Туризма)[20]

## Достопримечательности
Сохранилась Троицкая церковь (построена в 1900 году в неорусском стиле, находится в 150 м от станции Сходня, в советское время в ней располагались кинотеатр и гранитная мастерская). Была возвращена православным верующим в 1990 году. Сейчас в церкви регулярно проходят службы.
Во дворе Троицкой церкви находится часовня, освящённая в память св. Матроны Московской, которая в 1950—1952 гг. жила в Сходне в доме по ул. Курганная, 23 у дальних родственников в семье Курочкиных; святая и почила здесь 2 мая 1952 года.
30 ноября 2007 года в парке Сходни открыт памятник — установленный на пьедестал раритетный танк Т-34-76. Это один из памятников, посвященный непреодолимому рубежу обороны города Москвы 1941 г. Также в память об этом событии — памятник гаубица.

Танк Т-34-76
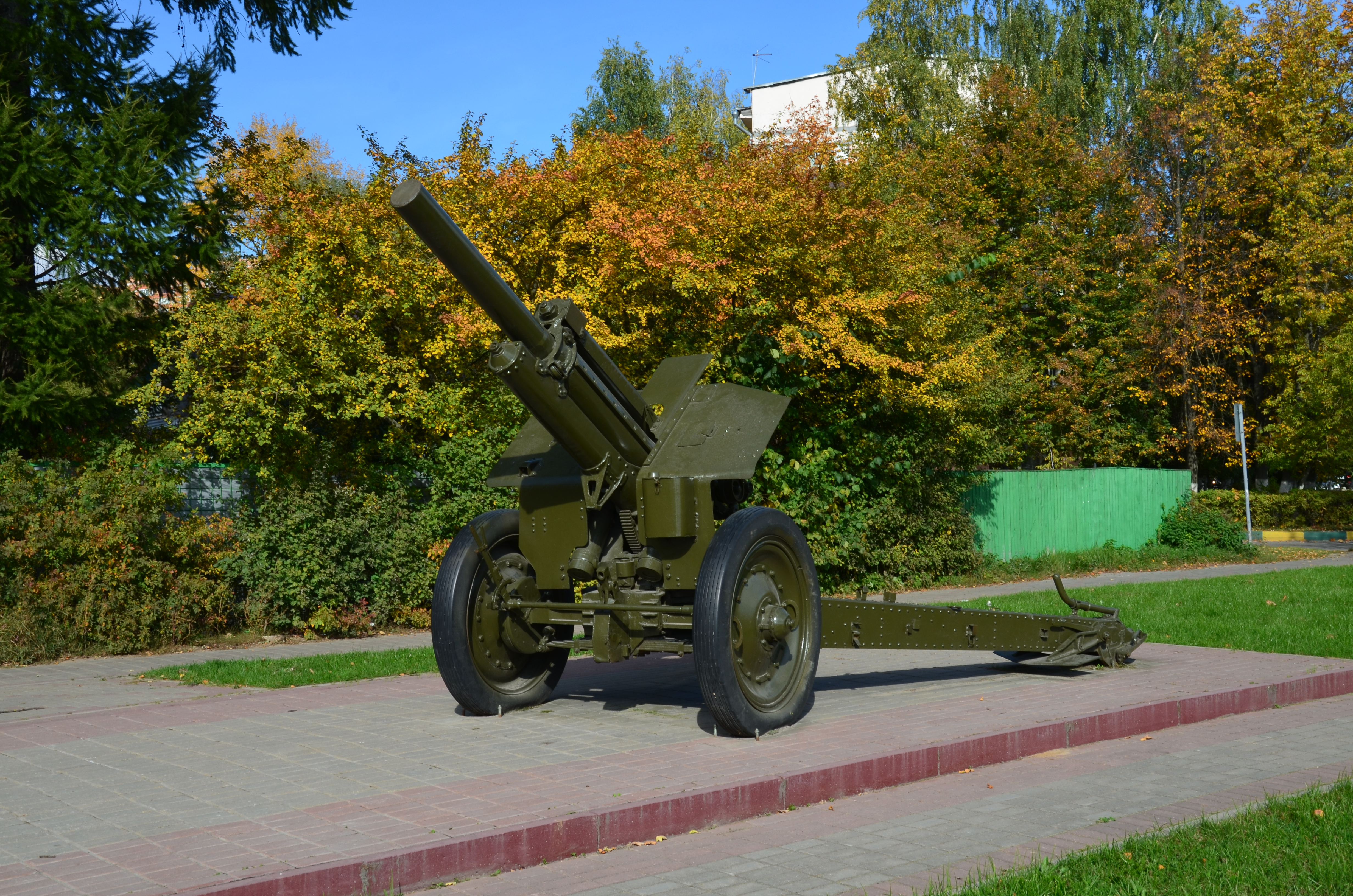
Гаубица М-30
Памятник «Отстоявшим Родину-мать»